# Кройцкирхе (Мюнхен)
Кройцкирхе (на немски: Kreuzkirche) е популярното название на църквата „Вси светии“ (на немски: Allerheiligenkirche), гробищна католическа църква в центъра на Мюнхен, Германия.
Църквата е построена през 1478 година от Йорг фон Халспах и за времето си била първата църква с гробище в енорията. По това време била разположена на кръстопътя от четири пътища, откъдето и оригиналната наставка am Kreuz („на кръста“) в края на името.
Църквата има семпли откъм украса тухлени стени, готически куполи и висока камбанария. Интериорът е преустроен през 1620 година в бароков стил, като единствените останали готически елементи са куполът на нефа, фрагменти на стенописи и картината „Разпятието“, дело на Ханс Лайнбергер. Гробницата на банкера Гиц и картината Явлението на Богородица пред Свети Августин от Ханс Ротенхамер) са в стила на маниеризма.